# Wolf Erlbruch

Wolf Erlbruch (2016).

Wolf Erlbruch (* 30. Juni 1948 in Wuppertal; † 11. Dezember 2022 ebenda) war ein deutscher Illustrator, Kinderbuchautor und Hochschullehrer.

## Leben
Wolf Erlbruch studierte von 1967 bis 1974 mit dem Schwerpunkt Zeichnung an der Folkwang Hochschule für Gestaltung in Essen. Er war ab 1974 als Illustrator in der Werbebranche international erfolgreich. Erlbruch lehrte von 1990 bis 1997 als Professor für Illustration an der Fachhochschule Düsseldorf (heute Hochschule Düsseldorf), von 1997 bis 2009 als Professor im Fachbereich Architektur-Design-Kunst an der Bergischen Universität Wuppertal und von 2009 bis 2011 als Professor für Illustration an der Folkwang Universität der Künste in Essen.
2004 gründete die Familie Erlbruch die gemeinnützige Wolf-Erlbruch-Stiftung. Sie dient der Pflege von Wolf Erlbruchs Werk. Die große Preissumme des Astrid-Lindgren-Gedächtnis-Preises ermöglichte die Ausstattung der Stiftung.
Sein Sohn Leonard Erlbruch wurde 1984 in Wuppertal geboren. Er hat Illustration studiert und ist ebenfalls Kinderbuchautor. Vater und Sohn haben gemeinsam Bücher und Kalender gestaltet. Erlbruch lebte bis zu seinem Tod im Dezember 2022 im Alter von 74 Jahren mit seiner Familie in Wuppertal.

## Künstlerisches Schaffen
In den 1980er Jahren begann Erlbruch, Kinderbücher zu illustrieren und später auch zu schreiben. Sein erstes Buch erschien 1985: Der Adler, der nicht fliegen wollte. Dabei umfassen seine Arbeiten so große Themen wie die Schöpfungsgeschichte (Am Anfang) oder den Sinn des Lebens (Die große Frage), den Tod (Ente, Tod und Tulpe), aber auch die einfache Geschichte Vom kleinen Maulwurf, der wissen wollte, wer ihm auf den Kopf gemacht hat. In Erlbruchs Büchern versammeln sich – bilderbuchklassisch – allerlei Tiere, er gestaltete sie jedoch auf eine skurrile, ausdrucksstarke Weise, welche die Bücher in ihrer Ästhetik auch für Erwachsene ansprechend macht. 2007 gestaltete er mit Bühnenbild und Kostümen zu einer Dramatisierung von Max Kruses Urmel aus dem Eis für die Wuppertaler Bühnen seine erste Theaterausstattung.

## Auszeichnungen
- 1992: Illustrationspreis für Kinder- und Jugendbücher, für Leonard
- 1993: Deutscher Jugendliteraturpreis (Sparte Bilderbuch), für Das Bärenwunder
- 1996: Schnabelsteherpreis, für Frau Meier, die Amsel
- 1998: Silberner Pinsel, für Frau Meier, die Amsel
- 1999: LUCHS des Jahres, für Nachts
- 1999: Zilveren Griffel, für Leonard
- 2000: Troisdorfer Bilderbuchpreis, für Neues ABC Buch für Kinder
- 2003: Von der Heydt-Kulturpreis der Stadt Wuppertal
- 2003: Gutenberg-Preis der Stadt Leipzig
- 2003: Deutscher Jugendliteraturpreis (Sonderpreis)
- 2004: Silberner Pinsel, für Die Schöpfung
- 2005: Zilveren Griffel, für Waarom jij er bent
- 2006: Hans Christian Andersen-Preis
- 2006: Kröte des Monats September, für Olek schoss einen Bären und nähte sich aus dem Pelz eine Mütze
- 2008: Zilveren Griffel, für Ente, Tod und Tulpe
- 2014: e.o.plauen Preis
- 2017: Astrid-Lindgren-Gedächtnis-Preis[7]

## Werke (Auswahl)
- James Aggrey: Der Adler der nicht fliegen wollte. Übersetzt von Alfons Michael Dauer. Jugenddienst-Verlag, Wuppertal 1985, ISBN 3-7795-7390-3.
- Werner Holzwarth: Vom kleinen Maulwurf, der wissen wollte, wer ihm auf den Kopf gemacht hat. Peter Hammer Verlag, Wuppertal 1989, ISBN 3-87294-407-X; NA 2014: ISBN 978-3-7795-0503-7.
- Die fürchterlichen Fünf. Peter Hammer Verlag, Wuppertal 1990.
- Leonard. Peter Hammer Verlag, Wuppertal 1991.
- Das Bärenwunder. Peter Hammer Verlag, Wuppertal 1992.
- John Saxby: Die Abenteuer von Eduard Speck. Hanser Verlag, München-Wien 1993, ISBN 3-446-17427-3.
- Gioconda Belli: Die Werkstatt der Schmetterlinge. Peter Hammer Verlag, Wuppertal 1994.
- Frau Meier, die Amsel. Peter Hammer Verlag, Wuppertal 1995.
- Zehn grüne Heringe. Hanser Verlag, München/Wien 1995.
- John Saxby: Neue Abenteuer von Eduard Speck. Hanser Verlag, München/Wien 1996, ISBN 3-446-18197-0.
- Thomas Winding: Mein kleiner Hund Mister. Carlsen Verlag, Hamburg 1996, ISBN 978-3-499-20979-6.
- Valérie Dayre: Die Menschenfresserin. Peter Hammer Verlag, Wuppertal 1996, ISBN 978-3-87294-715-4.
- Johann Wolfgang von Goethe: Das Hexeneinmaleins. Hanser Verlag, München-Wien 1998.
- Mirjam Pressler: Die wundersame Reise des kleinen Kröterichs. Hanser Verlag, München-Wien 1998.
- Engel und anderes Geflügel 5. Rowohlt, Reinbek 1998, ISBN 978-3-499-20929-1.
- Nachts. Peter Hammer Verlag, Wuppertal 1999.
- Karl Philipp Moritz: Neues ABC Buch. Verlag Antje Kunstmann, München 2000, ISBN 978-3-95614-225-3.
- Bart Moeyaert: Am Anfang. Peter Hammer Verlag 2003, ISBN 978-3-87294-938-7.
- Dolf Verroen: Ein Himmel für den kleinen Bären. Hanser Verlag, München-Wien 2003, ISBN 978-3-446-20294-8.
- Die große Frage. Peter Hammer Verlag, Wuppertal 2004, ISBN 978-3-87294-948-6.
- Bart Moeyaert: Olek schoss einen Bären. Peter Hammer Verlag, Wuppertal 2006, ISBN 978-3-7795-0050-6.
- Ente, Tod und Tulpe. Verlag Antje Kunstmann, München 2007, ISBN 978-3-88897-461-8.
- mit Heinz Janisch: Der König und das Meer. 21 Kürzestgeschichten. Sanssouci Verlag, München 2008, ISBN 978-3-8363-0118-3.
- Gottfried Benn: Ratten. Jacoby & Stuart, Berlin 2009, ISBN 978-3-941087-72-9.
- Jürg Schubiger: Zwei, die sich lieben. Peter Hammer Verlag, Wuppertal 2012, ISBN 978-3-7795-0371-2.
- James Joyce: Die Katzen von Kopenhagen. Übersetzt von Harry Rowohlt. Hanser, München 2013, ISBN 978-3-446-24159-6.
- Oren Lavie: Der Bär, der nicht da war. Verlag Antje Kunstmann, München 2014, ISBN 978-3-88897-970-5.
- Aus den Skizzenbüchern 1. Der direkte Blick. Peter Hammer Verlag, Wuppertal 2019, ISBN 978-3-7795-0616-4.
- Aus den Skizzenbüchern 2. Momente. Peter Hammer Verlag, Wuppertal 2020, ISBN 978-3-7795-0633-1.
- Aus den Skizzenbüchern 3. Begegnungen. Peter Hammer Verlag, Wuppertal 2020, ISBN 978-3-7795-0648-5.
- Arne Rautenberg: mut ist was gutes. Gedichte zu Bildern von Wolf Erlbruch. Peter Hammer Verlag, Wuppertal 2023, ISBN 978-3-7795-0712-3.